# Drehzahlband
Unter Drehzahlband versteht man – vor allem in Wissenschaft und Technik – ein Intervall von Drehzahlen. Dieser Ausdruck wird vor allem in Zusammenhang mit Motoren verwendet. 
Speziell spricht man vom „nutzbaren Drehzahlband“ oder vom „elastischen Bereich“ bei Kraftfahrzeugmotoren; das ist der Drehzahlbereich, in dem das Drehmoment des Motors in der praktischen Anwendung als ausreichend empfunden wird. Dieser Bereich liegt etwa – um einen nur sehr groben Anhalt zu geben – zwischen der Drehzahl des maximalen Drehmomentes und der Nenndrehzahl, bei der die höchste Leistung abgegeben werden kann. Unterhalb des nutzbaren Drehzahlbandes bleiben Verbrennungsmotoren stehen (sie werden „abgewürgt“"), oberhalb können sie im Dauerbetrieb beschädigt werden (sie „überdrehen“).
Moderne PKW-Motoren sind auf ein breites Drehzahlband ausgelegt. Ottomotoren sind bis heute den Dieselmotoren mit ihren meist geringeren Nenndrehzahlen überlegen. Hochleistungsmotoren haben dagegen oft nur ein relativ schmales nutzbares Drehzahlband, weil die Drehzahl des höchsten Drehmoments dicht bei der Nenndrehzahl liegt; deshalb ist etwa bei Kraftfahrzeugen im Motorsport ein genau abgestimmtes Getriebe mit vielen Übersetzungsstufen und häufigen Schaltvorgängen notwendig.